# Стебельчасте око

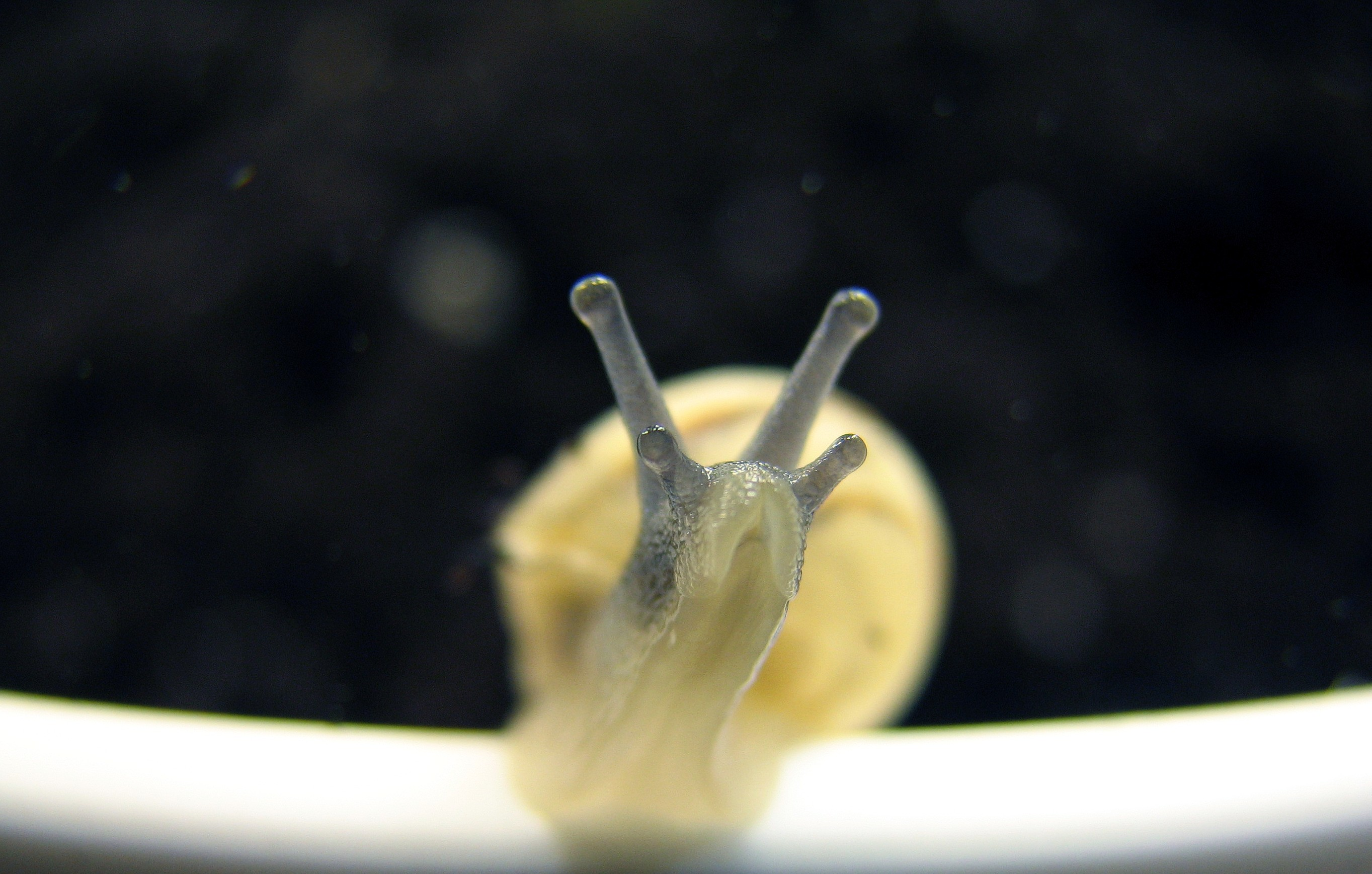
У легеневих равликів на голові зазвичай дві пари щупалець: верхня пара являє собою стебельчасті очі, нижня слугує для нюху.

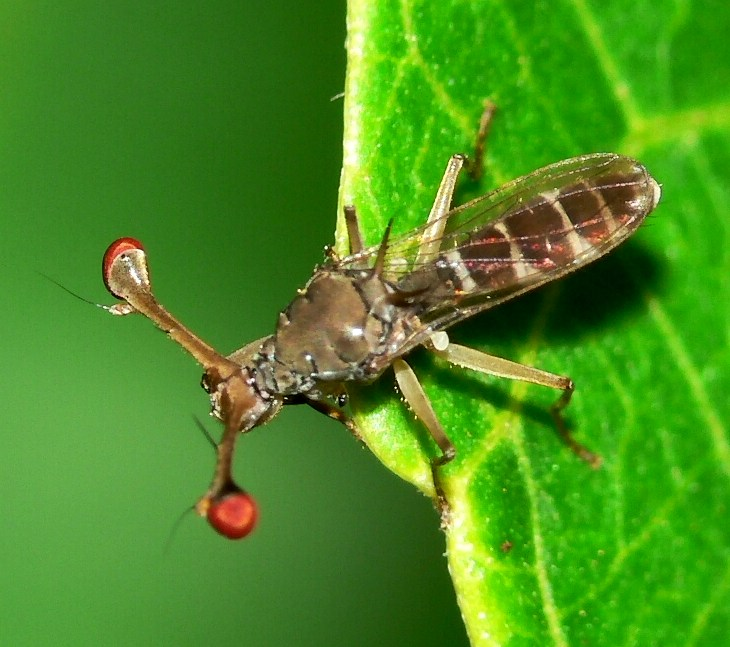
Муха сімейства.

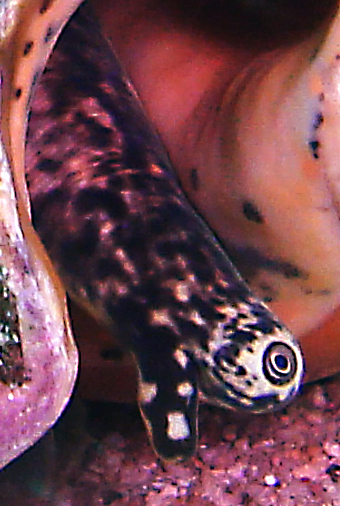
Око молюска Алігер велетенський. Очна стеблинка має також невелике щупальце.

Стебельчасте око — око, що знаходиться на довгому виступі (омматофорі). Віддалені від тіла очі дають тварині кращий огляд. Поширені в природі і в фантастиці.

## У природі
Щупальця тварин можуть закінчуватися оком (і в такому разі бути стебельчастим оком), а також містити органи нюху. До тварин, які мають стебельчасті очі, відносяться равлики, трилобіти Asaphida і мухи родини стебельчастооких. Ракоподібні родини Polychelidae мають стебельчасте око, але без самого ока[прояснити].

## У популярній культурі
Споглядальники, вигадані істоти з рольової гри Dungeons & Dragons, мають стебельчасті очі.
Деякі істоти в Star Wars мають стебельчасті очі.